# Seznam zvonů v Českých Budějovicích
Seznam zvonů v Českých Budějovicích obsahuje dochované i zaniklé zvony a cymbály na současném území Českých Budějovic.
Řazení je buďto abecední (podle názvu zvonu) nebo podle stáří zvonů (v seznamech s vyšším zastoupením zvonů bez známého jména). Pokud dostupné zdroje uvádějí více hodnot (průměr, výška, hmotnost), jsou uvedeny sestupně. V případě, že je některá z hodnot méně přesná (zjevně zaokrouhlené hodnoty, hrubé odhady), pak je uvedena pouze v poznámce.

### Černá věž a katedrála svatého Mikuláše s kaplemi
Areál původního kostela svatého Mikuláše se hřbitovem, kaplemi a následně i samostatnými zvonicemi (bezejmennou zvonicí a Černou věží).

#### Zvony
| zvon                  | obrázek               | vznik | zánik | hmotn.  | průměr   | výška  | tón  | odlil                        | galerie                                                 | popis |
| --------------------- | --------------------- | ----- | ----- | ------- | -------- | ------ | ---- | ---------------------------- | ------------------------------------------------------- | --- |
| Budvar (Q106418785)   | Budvar na Černé věži  | 1995  | –     | 1100 kg | 120 cm   |        | e1   | Rudolf Perner (Q106418875)   | Kategorie „Budvar (Black Tower)“ na Wikimedia Commons   | Černá věž. Nahradil Poledník. Odbíjí každé poledne. |
| Bumerin (Q94251286)   | Bumerin na Černé věži | 1723  | –     | 3429 kg | 182 cm   | 150 cm | a0   | Silvius Kreuz                | Kategorie „Bumerin (Black Tower)“ na Wikimedia Commons  | Černá věž. Největší zvon v jižních Čechách, blíží se mu pouze zvon v Dobrši a v Táboře. Původně zasvěcen sv. Mikuláši, Auraciánovi a Donátovi. Krom nich vyobrazuje i Pannu Marii Budějovickou. Využíván výjimečně. Více v samostatném článku. |
| původní Bumerin       |                       | 1507  | 1723  | 4627 kg |          |        |      | kovář a puškař Mikuláš       |                                                         | Původně podle některých autorů visel na Hodinové věži sv. Mikuláše, podle novějších poznatků byl ulit pro zvonici u sv. Mikuláše. 1576 přenesen na Černou věž. 1617 opraven Valentinem Arnoldem. Po prasknutí 21. března 1723 přelit Sylviem Kreuzem. |
| Maria                 |                       | 1684  | –     | 163 kg  | 64 cm    | 53 cm  | e2   | Paul Georg Haag (Q106411632) |                                                         | Černá věž. Též označovaná jako Stará Oktáva (zvoní o oktávu výš než Poledník a Budvar), nebo Seďa či Klekáník. Zasvěcený svatému Mikuláši a svatému Auraciánovi. Výška 53 cm. Nápis +GOS MICH PAVL HAG IN PVDWE ANNO 1684 + SANCTA MARIA ORA PRO NOBIS+ (=Ulil mne Pavel Hag v Budějovicích roku 1684. Svatá Maria oroduj za nás.) Odbíjí nedělní poledne s Martou, Budvarem a Oktávou. |
| předchůdce Marie      |                       | 1676  | 1684  | 131 kg  |          |        |      | Paul Georg Haag (Q106411632) |                                                         | Černá věž. Praskl. Přelitím s přídavkem kovu jednoho z (r. 1641) roztavených zvonů z Hodinové věže dal vznik zvonu Maria. |
| Marta (Q96024596)     | Marta na Černé věži   | 1723  | –     | 1742 kg | 145 cm   | 120 cm | cis1 | Silvius Kreuz                | Kategorie „Marta (Black Tower)“ na Wikimedia Commons    | Černá věž. 1942 zrekvírována a sňata, po válce zachráněna ze hřbitova zvonů na Maninách a 1947 vrácena na věž. Zasvěcená sv. Vítu a sv. Martě. Výška 120 cm. Nápisy: +SANCTE DEVS SANCTE FORTIS SANCTE IMMORTALIS MISERERE NOBIS + SYLVIVS KREYZ LINCENSIS ME FVDIT (=Svatý Bože, svatý silný, Svatý nesmrtelný smiluj se nad námi. Silvius Kreuz z lince mě ulil), S(ANCTUS). VITVS (=Svatý Vít) a +CAROLVS SEXTVS TER AVGVSTVSd CVM ELECTA CONIVGE SVA ELISABETHA REGIA PROLE GRAVIDA CORONANTVR PRAGAE QVINTA ET OCTAVA SEPTEMBRIS DEO VERO LAVS ET GLORIA (=Pátého a osmého dne září Karel Šestý třikráte Rozmnožitel se vznešenou manželkou svou Alžbětou královským plodem obtěžkanou, korunováni jsou v Praze. Bohu pravému buď sláva a čest). Odbíjí nedělní poledne s Budvarem, Oktávou a Marií. |
| předchůdce Marty      |                       | 1506  | 1723  |         |          |        |      | Bartoloměj Pražský           |                                                         | Původně podle některých autorů visel na Hodinové věži sv. Mikuláše, podle novějších poznatků byl ulit pro zvonici u sv. Mikuláše. Nápis „me coagulavit Magister Bartholomaeus nomen habet in Nova Civitate Pragensi … AD. MDVI.“. 1573 přenesen na Černou věž, 4. října 1723 shozen z věže a následně přelit pro dosažení harmonie s přelitým zvonem Bumerin. |
| Oktáva                |                       | 1724  | –     | 434 kg  | 91 cm    | 76 cm  | a1   | Silvius Kreuz                |                                                         | Černá věž. Zrekvírována a sňata, ale roku 1947 zachráněna ze hřbitova zvonů na Maninách a vrácena na věž. Výška 74 cm. Srdce váží 21 kg. Nápisy: SILVIVS CREVZ GOSS [MICH IN LINZ ANNO 1723+] (=Silvius Kreutz lil mě v Linci roku 1723) HONORI / ET / VENERATIONI / DIVIS / CAROLO ELISABETHÆ / ET / MARGARETHÆ / IN / ANNO ISTO / FVSA (=Ke cti a chvále svatých Karla, Alžběty a Markéty onoho roku lit) a Sylvius Creutz macht mich in Lintz. Odbíjí nedělní poledne s Martou, Budvarem a Marií. |
| původní Oktáva        |                       | 1723  | 1724  |         |          |        |      | Silvius Kreuz                |                                                         | Černá věž. Původní Oktáva se nepovedla, oproti Bumerinu byla o tón posunutá, takže ji město reklamovalo a Kreuz již rok po jejím vzniku přelil (v dílně Linzi). |
| Poledník (Q106419216) |                       | 1723  | 1917  | 1071 kg | 121,5 cm | 98 cm  | e1   | Silvius Kreuz                | Kategorie „Poledník (Black Tower)“ na Wikimedia Commons | Průměr podle Zeithammera.. Černá věž, zrekvírován. Nahrazen Budvarem. Nápisy: AB IGNE FVLGERE ET TEMPESTATE LIBERA NOS DOMINE IESV CHRISTE SYLVIVS KREYZ LINCENSIS ME FVDIT (=Od ohně, blesku a pohromy vysvoboď nás Pane Ježíši Kriste. Silvius Kreyz mě ulil.) a +CVM BINIS ALYS ETIAM HOC SVM TEMPORE FVSA (=S jinými dvěma jsem také v tom čase byl ulit). |
| předchůdce Poledníku  |                       | 1506  | 1723  |         |          |        |      | Bartoloměj Pražský           |                                                         | Původně podle některých autorů visel na Hodinové věži sv. Mikuláše, podle novějších poznatků byl ulit pro zvonici u sv. Mikuláše. Nápis „me coagulavit Magister Bartholomaeus nomen habet in Nova Civitate Pragensi … AD. MDVI.“. 1573 přenesen na Černou věž, 1723 přelit pro dosažení harmonie s přelitým zvonem Bumerin. |
| Stříbrný              |                       | 1630  | –     | 795 kg  | 102 cm   | 90 cm  | fis1 | Vojtěch Arnold               |                                                         | Černá věž. Nápisy: REX GLORIÆ / VENI NOBIS CVM PACE / MDCXXX (=Králi slávy, přijď k nám s pokojem 1630.), MARIA / HILF MIR VON NOT / O MARIA a ADALBERTVS ARNOLD HAT MICH GEGO. Za prvoválečných rekvizic nebyl zabaven s odůvodněním, že je „stříbrný“. Nevyužíván. |
| předchůdce Stříbrného |                       | ?     | 1630? | 873 kg  |          |        |      |                              |                                                         | Zvon od neznámého zvonaře, jehož přelitím vznikl Stříbrný zvon. |
| Umíráček              |                       | 1705  | –     | 65 kg   | 45 cm    | 35 cm  | a2   | Silvius Kreuz                |                                                         | Černá věž. Zvon nechali odlít a darovali c. k. zbrojovný ouřadník Baltasar Mardetschläger s chotí Annou. Nápisy: IESVS MARIA IOSEPH S(ANCTA): BARBARA REIN SOLLEN ALLEN STERBENDEN GNEDIG VND PARMHERZIG SEIN SILVIVS CRVCE GOSS MICH IN PVDWEIS ANNO 1705 (=Ježíš, Maria, Josef, svatá Barbora buďtež všem umírajícím milostivi a smilujte se nad nimi. Silvius Creutz lil mě v Budějovicích roku 1705.) a PALTH:FRA:MARDETSCHLEGER K: K: M: V: A: ZEIG–WART VND DES: E: ANNA BAR: ROS: HABEN MICH MACHEN LASSEN ANNO 1705 (=Dali mne zhotovit roku 1705). Patrně naposledy zvonil oficiálně při pohřbu biskupa Josefa Hloucha roku 1972. |
| na Hodinové věži      |                       | 1531? | 1641  |         |          |        |      |                              |                                                         | Zničen při požáru 24. července 1641 (i s věží). |
| na Hodinové věži      |                       | 1531? | 1641  |         |          |        |      |                              |                                                         | Zničen při požáru 24. července 1641 (i s věží). |
| na věžičce chrámu     |                       | ?     | 1641  |         |          |        |      |                              |                                                         | Zničen při požáru 24. července 1641. |
| na věžičce chrámu     |                       | ?     | 1641  |         |          |        |      |                              |                                                         | Zničen při požáru 24. července 1641. |
| na věžičce chrámu     |                       | ?     | 1641  |         |          |        |      |                              |                                                         | Zničen při požáru 24. července 1641. |
| v kapli sv. Jakuba    |                       | ?     | 1641  |         |          |        |      |                              |                                                         | Zničen při požáru 24. července 1641. |
| v kapli sv. Jakuba    |                       | ?     | 1641  |         |          |        |      |                              |                                                         | Zničen při požáru 24. července 1641. |
| zvony                 |                       | ~1724 | –     |         |          |        |      | Silvius Kreuz                |                                                         | Zhotoveno neupřesněné množství malých zvonů pro kapli svatého Jakuba. Měly vzniknout i další zvony k potřebě města, které Kreuz ulil bezplatně. |

#### Cymbály
| cymbál       | obrázek | vznik | zánik | hmotn. | průměr | tón  | odlil                      | galerie | popis |
| ------------ | ------- | ----- | ----- | ------ | ------ | ---- | -------------------------- | ------- | --- |
| Velký cymbál |         | 1538  | –     | 672 kg | 97 cm  | gis1 | konvař Štěpán (Q110409578) |         | Původně odlit pro Hodinovou věž sv. Mikuláše, koncem listopadu 1577 přesunut na Černou věž. 672 kg podle Zeithammera, 732 kg podle Strouhové. Nápis: BEATVS SERVVS QVI CVM DOMINVS VENERIT INVENIT EVM VIGILANTEM + VIGILATE ERGO QVIA NESCITIS DIEM NEQVE HORAM. 1 . 5 . 3 . 8. |
| Malý cymbál  |         | 1583  | –     |        | 43 cm  | a2   | ?                          |         | Původně odlit pro Hodinovou věž sv. Mikuláše, přesunut na Černou věž. |

### Bílá věž, kostel Obětování Panny Marie a klášter
Areál Dominikánského kláštera na Piaristickém náměstí.

#### Zvony
Protože se u řady zvonů nedochovalo jejich jméno, jsou řazeny chronologicky.
| zvon                                        | obrázek                                     | vznik | zánik | hmotn.  | průměr      | výška       | tón  | odlil                           | galerie | popis |
| ------------------------------------------- | ------------------------------------------- | ----- | ----- | ------- | ----------- | ----------- | ---- | ------------------------------- | ------- | --- |
| zvony                                       |                                             | ?     | 1463  |         |             |             |      |                                 |         | Neupřesněné množství zvonů zaniklo při požáru 14. dubna 1463 v pravděpodobně dřevné zvonici. |
| prozatímní zvon                             |                                             | 1463  | ?     |         |             |             |      |                                 |         | Krátce po požáru 1463 byl pořízen prozatímní zvon. |
| zvon 1                                      |                                             | 1464  | ≤1728 |         |             |             |      |                                 |         | Velký zvon pořízený po požáru 1463 byl umístěn v provizorní dřevěné zvonici, cca v 80.-90. letech přesunut na vznikající Bílou věž. |
| zvon 2                                      |                                             | 1464  | ≤1728 |         |             |             |      |                                 |         | Zvon pořízený po požáru 1463 byl umístěn v provizorní dřevěné zvonici, cca v 80.-90. letech přesunut na vznikající Bílou věž. |
| zvon 3                                      |                                             | 1464  | ≤1728 |         |             |             |      |                                 |         | Zvon pořízený po požáru 1463 byl umístěn v provizorní dřevěné zvonici, cca v 80.-90. letech přesunut na vznikající Bílou věž. |
| malý zvon                                   |                                             | 1495  | ?     |         |             |             |      |                                 |         | Doloženo pořízení malého zvonu neurčeného účelu a umístění. |
| velký zvon                                  |                                             | 1728  | 1785  | 1481 kg | 130 cm      |             |      | Jiří Václav Kohler (Q109080619) |         | 12. listopadu 1728 posvěceny nové zvony vzniklé po požáru Bílé věže a 22. září 1740 umístěny na rekonstruované věži. Prodán na materiál po zrušení kláštera. |
| Svatý Dominik                               |                                             | 1728  | 1917  | 740 kg  | 112 cm      | 87 cm       |      | Jiří Václav Kohler (Q109080619) |         | 12. listopadu 1728 posvěceny nové zvony vzniklé po požáru Bílé věže a 22. září 1740 umístěny na rekonstruované věži. Nápis CANE MICANTA VERA QVIES EX SIDERE SPERATVR. Zrekvírovaný 19. června 1917. Podle Strouhové bylo rozhodnuto o rekvizici 1916, 9. září t. r. byl zvon rozpůlen a shozen z věže. Hmotnost 800 kg. Nápis: G(EORGIUS). W(ENCESLAUS). I. KOHLER / CANE MICANTE VERA QVIES EX SIaDERE SPERATVR. |
| Svatý Petr Mučedník                         |                                             | 1728  | –     | 370 kg  | 88 cm 85 cm | 72 cm 70 cm | a1   | Jiří Václav Kohler (Q109080619) |         | 12. listopadu 1728 posvěceny nové zvony vzniklé po požáru Bílé věže a 22. září 1740 umístěny na rekonstruované věži. Nápisy: G(EORGIUS). W(ENCESLAUS). I. KOHLER a A FVLMINE ET GRANDINE EX VRGENTE LIBERET NOS SANCTVS PRAESENS. Dochoval se doposud, nejstarší zvon na Bílé věži. Nižší rozměry pocházejí z druhoválečného rekvizičního soupisu.                                                                 |
| Maria et Alphonsus                          |                                             | ?     | 1917  |         |             |             |      |                                 |         | Sanktusníkový zvon, též zvaný dušičkový, zrekvírovaný 19. června 1917. |
| Klekáníček                                  |                                             | ?     | 1942  | 96 kg   |             |             |      |                                 |         | Starý sanktusníkový zvon, přestál rekvizici 19. června 1917. Zrekvírován 1942. |
| P. M. Budějovická a sv. Alfons              | P. M. Budějovická a sv. Alfons              | 1927  | 1942  | 1850 kg | 141 cm      | 132 cm      | d1   | Rudolf Perner (Q110640221)      |         | Bílá věž. Svěcen 19. června 1927. Zrekvírován 1942. |
| Neposkvrněné početí a sv. Antonín Paduánský | Neposkvrněné početí a sv. Antonín Paduánský | 1927  | 1942  | 836 kg  | 112 cm      | 104 cm      | fis1 | Rudolf Perner (Q110640221)      |         | Bílá věž. Svěcen 19. června 1927. Zrekvírován 1942. |
| Sv. Václav a sv. Jan Nepomucký              | P. M. Budějovická a sv. Alfons              | 1927  | 1942  | 329 kg  | 80 cm       | 80 cm       | h1?  | Rudolf Perner (Q110640221)      |         | Bílá věž. Svěcen 19. června 1927. Zrekvírován 1942. |
| Sv. Josef a sv. Anna                        | sv. Josef a sv. Anna                        | 1927  | 1942  | 225 kg  | 72 cm       | 64 cm       | cis2 | Rudolf Perner (Q110640221)      |         | Bílá věž. Svěcen 19. června 1927. Zrekvírován 1942. |
| Sv. Terezie Ježíškova                       | sv. Terezie Ježíškova                       | 1927  | 1942  | 219 kg  | 72 cm       | 69 cm       | d2   | Rudolf Perner (Q110640221)      |         | Bílá věž. Svěcen 19. června 1927. Zrekvírován 1942. |
| Sv. Vojtěch                                 | sv. Vojtěch                                 | 1927  | 1942  | 45 kg   |             |             |      | Rudolf Perner (Q110640221)      |         | Sanktusník kostela. Zvonařem darován. Veden jako umíráček. Svěcen 19. června 1927. Zrekvírován 1942. |

#### Cymbály
| cymbál       | obrázek | vznik | zánik | hmotn. | průměr | tón | odlil | galerie | popis              |
| ------------ | ------- | ----- | ----- | ------ | ------ | --- | ----- | ------- | ------------------ |
| Velký cymbál |         |       | –     |        |        |     |       |         | zakoupen 1924–1925 |
| Malý cymbál  |         |       | –     |        |        |     |       |         | zakoupen 1924–1925 |

### Kostel svatého Prokopa a svatého Jana Křtitele
Staroměstský kostel vzniklý připojením kostela sv. Jana Křtitele k původně románskému kostelu sv. Prokopa.
| zvon                  | obrázek | vznik   | zánik | hmotn. | průměr | výška | tón | odlil                      | galerie | popis |
| --------------------- | ------- | ------- | ----- | ------ | ------ | ----- | --- | -------------------------- | ------- | --- |
| Sv. Jan a sv. Prokop  |         | 1546    | -     | 784 kg | 96 cm  | 72 cm |     | konvař Štěpán (Q110409578) |         | Nápis: TENTO ZWON SLIT GEST KE CZTI A CHWALE PANV BOHV A SWATEMV JANV SWATEMV PROKOPV 1546. Obraz Panny Marie, sv. Jana a krucifix. Ulit snad s použitím mědi, kterou kotlářský mistr Jiří na svatého Václava roku 1507 odkázal staroměstskému kostelu s přáním ulití zvonu. Výška 74 cm. Podle jen 550 kg. V roce 1804 byl zvon otočen. V druhoválečných soupisech uváděn jako zvon signální.     |
| Jan Křtitel           |         | 1548    | -     | 240 kg | 75 cm  | 59 cm |     | konvař Štěpán (Q110409578) |         | Nápis: anno MDXLVIII: da pacem domine in diebus nostris quia non est alius quis pugnet pro nobis nisi tu deus noster alleluia 1548 (česky V roce 1548 – dej pokoj, Pane, za dnů našich, poněvadž není jiný, který by bojoval za nás, leč Ty, Bože náš. Alleluja. Vyobrazení malého krucifixu. |
| zvon                  |         | 17. st. | ~1917 |        | 84 cm  |       |     | Valentin Arnold            |         | Výška 70 cm. Nápis kolem čepce: † Baltazar † Melchior † Caspar † Lucas † Marcus † Mathaeus. Částečně puklý. Zrekvírován za první světové války. |
| zvon                  |         | 1609    | 1804  |        |        |       |     | Valentin Arnold            |         | Posvěcen 3. února 1610 pražským arcibiskupem Karlem z Lambergů. Přelit Josefem Pernerem (1747–1809). |
| zvon                  |         | 1804    | ~1917 | 112 kg | 56 cm  |       |     | Josef Perner (Q110183728)  |         | Vznikl přelitím zvonu od Valentina Arnolda. Výška 45 cm. Barokní ornamenty, zvonařský znak a německý nápis (česky Josef Perner v Budějovicích 1804) Zrekvírován za první světové války. |
| Panna Maria           |         | 1927    | 1942? |        | 63 cm  | 58 cm |     | Rudolf Perner (Q110640221) |         | Celková hmotnost obou zvonů z roku 1927 byla 252 kg. Větší z dvojice. Vyobrazení Panny Marie a prosba o mocnou přímluvu. Pořízen na návrh Chrámového družstva jako náhrada rekvírovaného zvonu. Za účasti veřejnosti posvěcen 12. června 1927 biskupem Šimonem Bártou pod lipami staroměstského hřbitova. Při druhoválečných rekvizicích zařazen do skupiny A, (tj. jistá rekvizice).              |
| Sv. Antonín Paduánský |         | 1927    | 1942? |        | 58 cm  | 46 cm |     | Rudolf Perner (Q110640221) |         | Celková hmotnost obou zvonů z roku 1927 byla 252 kg. Menší z dvojice. Vyobrazení sv. Antonína Paduánského a prosba o mocnou přímluvu. Pořízen na návrh Chrámového družstva jako náhrada rekvírovaného zvonu. Za účasti veřejnosti posvěcen 12. června 1927 biskupem Šimonem Bártou pod lipami staroměstského hřbitova. Při druhoválečných rekvizicích zařazen do skupiny A, (tj. jistá rekvizice). |

### Kostel svatého Jana Nepomuckého
Kostel na Vídeňském předměstí.
| zvon                   | obrázek                              | vznik | zánik | hmotn.   | průměr  | tón  | odlil                                       | galerie | popis |
| ---------------------- | ------------------------------------ | ----- | ----- | -------- | ------- | ---- | ------------------------------------------- | ------- | --- |
| Sv. Jan Nepomucký      | Svatý Jan Nepomucký, Perner, 1925    | 1925  | ~1942 | 823 kg   | 113 cm  | fis1 | Rudolf Perner a syn (Q110640221) (Q2173571) |         | Vyobrazen svatý Jan Nepomucký a nápisy: Zvon tento byl ulit léta Páně 1925 a Ke cti a slávě boží, víře k rozmachu, nevěře k postrachu´. |
| Svatý Šimon            | Svatý Šimon, Perner, 1925            | 1925  | ~1942 | 487 kg   | 94 cm   | a1   | Rudolf Perner a syn (Q110640221) (Q2173571) |         | Vyobrazen svatý Šimon a nápisy: Zvon tento byl ulit léta Páně 1925 od staromistra Rudolfa Pernera a jeho syna v Českých Budějovicích a Budiš zde na věčnou paměť psáno, že dílo toto Jeho bisk. Milostí Šimonem Bártou bylo věnováno a po něm zvonu jméno Šimon dáno. |
| Svatý Antonín Padovský | Svatý Antonín Padovský, Perner, 1925 | 1925  | ~1942 | 339 kg   | 83,6 cm | h1   | Rudolf Perner a syn (Q110640221) (Q2173571) |         | Vyobrazen svatý Antonín Padovský a nápisy: Sancte Antoni Pad., ora pro nobis! a Laboratus sum a domino Rudolfo Perner et filio eius Budvicii. |
| Svatá Maria            | Svatá Maria, Perner, 1925            | 1925  | ~1942 | 251,5 kg | 75,5 cm | c2   | Rudolf Perner a syn (Q110640221) (Q2173571) |         | Vyobrazena Panna Maria a nápisy: Huc fuge seccator, nam contra daemonem Jesus hunc et Domina Virgo Maria dedit! a Me fudit magister Rudolfus Perner et filius Boh. Budvicii anno jubilei 1925.                                                                        |
| Umíráček               |                                      | ?     | ?     | 100 kg   |         |      |                                             |         | V sanktusníku. Při druhoválečných rekvizicích zařazen do skupiny A. Z dostupných zdrojů nelze určit, zda je totožný nebo rozdílný od níže uvedeného sanktusníkového zvonku.                                                                                           |
| Svatý Jan Nepomucký    | Sv. Jan - nový zvon                  | 1948  | -     |          |         |      | Rudolf Manoušek mladší (Q55806979)          |         | Nápis: ZA MÍR A BLAHO NAŠÍ VLASTI DRAHÉ Ó SV. JENE V NEBI ORODUJ MCMXLVIII Z DARU OSADNÍKŮ – ULIL R. MANOUŠEK JUN. ČESKÁ U BRNA. |
| sanktusníkový zvonek   |                                      |       |       |          |         |      |                                             |         | Nepřístupný. |

### Kostel svatého Václava
Kaple někdejšího biskupského gymnázia, dnes kostel v Kostelní ulici.
| zvon       | obrázek | vznik | zánik | hmotn.   | průměr  | výška  | tón | odlil                    | galerie | popis |
| ---------- | ------- | ----- | ----- | -------- | ------- | ------ | --- | ------------------------ | ------- | --- |
| sv. Václav |         | 1870  | 1942? | ~138 kg  | 66,5 cm | 55 cm  | c2  | Perner                   |         | Jediný zvon kostela, který přečkal rekvizice za první světové války. Za druhoválečných rekvizic zařazen do skupiny A. |
| sv. Alois  |         | 1930  | 1942? | 118,5 kg | 61 cm   | 50 cm  | es2 | Rudolf Perner (Q2173571) |         | [ 14 ] [ 13 ] |
| klekáníček |         | 1931  | 1942? | 29,5 kg  | 37 cm   | ~23 cm | c3  | Rudolf Perner (Q2173571) |         | [ 14 ] [ 13 ] |
|            |         | 1735  | -     | 95 kg    |         |        |     | Johan Begl (Q110398039)  |         | Druhoválečný rekviziční soupis jej neuvádí, pravděpodobně zavěšen po válce.                                           |

### Kostel svatého Vojtěcha
Meziválečný kostel ve Čtyřech Dvorech.
| zvon                  | obrázek | vznik      | zánik | hmotn. | průměr | výška  | tón | odlil                          | galerie | popis |
| --------------------- | ------- | ---------- | ----- | ------ | ------ | ------ | --- | ------------------------------ | ------- | --- |
| Sv. Vojtěch           |         | 1939       | 1941  | 800 kg | 105 cm | 100 cm | g1  | R. Manoušek                    |         | Cena 38 363 Kč za oba zvony. Nápis: Svatý Vojtěchu / božskou útěchu / z víry a svobody / z míru a úrody / vyprošuj nám. Rekvírován 3. března 1941. |
| Sv. Antonín Paduánský |         | 1939       | 1941  | 500 kg | 95 cm  | 90 cm  | a1  | R. Manoušek                    |         | Nápis: Svatý Antoníne / pros ať štěstí rodinné / v našich vlastech nehyne. Rekvírován 3. března 1941. |
|                       |         | ?          | 1942  |        |        |        |     | Manoušek                       |         | Podle existovaly tři předválečné zvony a zanikly až roku 1942 (podle byly odebrány v červenci 1942). |
| Nejsvětější Trojice   |         | 4. 9. 1993 | -     |        |        |        |     | Rudolf Perner IV. (Q106418875) |         | Český a německý nápis: Ve jménu Otce i Syna i Ducha Svatého / 1700 Plzeň / 1760 České Budějovice / 1946 v největší nouzi poválečné doby bylo v Pasově / obnoveno zvonařství / Rudolfa Pernera (*1899) / a jeho syna Rudolfa (*1929) / 1993 v duchu hlubokého sepětí rodu Pernerů s Čechami / a ve vzpomínce na zemřelé odlil tyto zvony / Rudolf Perner (*1969) |
| Sv. Antonín Paduánský |         | 4. 9. 1993 | -     |        |        |        |     | Rudolf Perner IV. (Q106418875) |         | Český a německý nápis (s citátem Adalberta Stiftera): Zvony pro sv. Vojtěcha věnuje na znamení duchovního sepětí a víry zvonař Rudolf Perner a Rotary Club z Pasova: Co se kdy dobrého či zlého přihodilo člověku, způsobili lidé. |

### Kostel svaté Anny
Kostel někdejšího kapucínského kláštera, dnes využíván jako koncertní síň Otakara Jeremiáše.
| zvon          | obrázek | vznik | zánik | hmotn.  | průměr | výška | tón | odlil  | galerie | popis |
| ------------- | ------- | ----- | ----- | ------- | ------ | ----- | --- | ------ | ------- | --- |
|               |         | ?     | ~1917 |         |        |       |     |        |         | Dva ze tří zvonů podlehly prvoválečným rekvizicím. |
|               |         | ?     | ~1917 |         |        |       |     |        |         | Dva ze tří zvonů podlehly prvoválečným rekvizicím. |
| Maria a Josef |         | 1878  | 1942? | ~100 kg | 53 cm  | 60 cm | ~e2 | Perner |         | Nápis: „Ad maiorem Del gloriam, Immaculatae Virgini Mariae et sancto Josepho Rector Dr.(?) P. S. Episcopalis Clericorum Seminarii Budvicii anno 1878“. Reliéf svatého Josefa. V sanktusníku. Unikl prvoválečným rekvizicím. Pravděpodobně rekvírován za druhé světové války (skupina „A“ ~ jistá rekvizice). |

### Kostel svaté Rodiny
Kostel někdejšího sirotčince, dnes studentský kostel v ulici Karla IV.
| zvon | obrázek | vznik | zánik | hmotn. | průměr | výška | tón | odlil                      | galerie | popis                                                          |
| ---- | ------- | ----- | ----- | ------ | ------ | ----- | --- | -------------------------- | ------- | -------------------------------------------------------------- |
|      |         | ?     | 1917  |        |        |       |     |                            |         | O existenci zvonu vypovídal nápis na zvonu z roku 1927 (níže). |
|      |         | 1927  | 1942? | 402 kg | 88 cm  | 73 cm | b1  | Rudolf Perner (Q110640221) |         | Nápis: „Válka vzala 1917 láska dala 1927.“                     |
|      |         | ?     | 1942? |        | 36 cm  | 30 cm |     | Perner                     |         | [ 6 ]                                                          |

### Kostel Panny Marie Bolestné
Dobrá Voda spadala mezi lety 1952–1990 pod České Budějovice.
| zvon                 | obrázek | vznik          | zánik         | hmotn. | průměr      | výška       | tón  | odlil                             | galerie | popis |
| -------------------- | ------- | -------------- | ------------- | ------ | ----------- | ----------- | ---- | --------------------------------- | ------- | --- |
| „největší“           |         | ?              | 16. září 1916 |        |             |             |      |                                   |         | Zabaven při prvoválečných rekvizicích. |
| Panna Marie Bolestná |         | 1799           | -             | 120 kg | 59 cm 60 cm | 43 cm 46 cm |      | Josef Perner                      |         | Jako jediný (prostřední) ze tří zvonů přečkal prvoválečné rekvizice. Při druhoválečných rekvizicích zařazen do skupiny C, následně vyškrtnut. Dnes využíván jako umíráček. |
| Umíráček             |         | ?              | 16. září 1916 |        |             |             |      |                                   |         | Zabaven při prvoválečných rekvizicích. |
| svatý Antonín        |         | 6. března 1924 | 1942          | 350 kg | 65 cm       | 80 cm       | cis2 | Rudolf Perner (Q2173571)          |         | Náhrada největšího zvonu. Datum odpovídá vysvěcení. Při druhoválečných rekvizicích zařazen do skupiny A, (tj. jistá rekvizice).                                            |
| Ke cti s slávě Boží  |         | 6. března 1924 | 1942          | 125 kg | 59 cm       | 49 cm       | f2   | Rudolf Perner (Q2173571)          |         | Náhrada Umíráčku. Datum odpovídá vysvěcení. Při druhoválečných rekvizicích zařazen do skupiny A, (tj. jistá rekvizice).                                                    |
| ?                    |         | 1932           | 1942          | 495 kg | 95 cm       | 70 cm       | a1   | Rudolf Perner (Q2173571)          |         | Nápis „Déšť růží pošlu na zem“. Při druhoválečných rekvizicích zařazen do skupiny A, (tj. jistá rekvizice).                                                                |
| Svatý Václav         |         | 1948           | -             |        | 37 cm       | 29,5 cm     |      | zvonařství Perner (po znárodnění) |         | [ 20 ] |
| Jan Pavel II.        |         | 2006           | -             | 245 kg | 72 cm       | 56,5 cm     | d2   | Rudolf Perner (Pasov)             |         | [ 20 ] |
| Svatá Barbora        |         | 2006           | -             | 117 kg | 58 cm       | 43,5 cm     | fis2 | Rudolf Perner (Pasov)             |         | [ 20 ] |
| Svatá Anežka Česká   |         | 2007           | -             | 345 kg | 84 cm       | 64 cm       | h1   | Rudolf Perner (Pasov)             |         | [ 20 ] |

### Kostel Panny Marie Růžencové
Kostel v areálu Petrinů na Žižkově třídě.
| zvon | obrázek | vznik | zánik | hmotn. | průměr | výška | tón | odlil                      | galerie | popis |
| ---- | ------- | ----- | ----- | ------ | ------ | ----- | --- | -------------------------- | ------- | --- |
|      |         | 1899  | 1942? | 171 kg | 66 cm  | 56 cm | d2  | Rudolf Perner (Q110640221) |         | Nápis: „Beatus homo…“. Při druhoválečných rekvizicích zařazen do skupiny A, (tj. jistá rekvizice).          |
|      |         | 1924  | 1942? | 288 kg | 78 cm  | 65 cm | c2  | Rudolf Perner (Q2173571)   |         | Nápis: „Misericordias Domini…“. Při druhoválečných rekvizicích zařazen do skupiny A, (tj. jistá rekvizice). |
|      |         | 1924  | 1942? | 121 kg | 59 cm  | 49 cm | f2  | Rudolf Perner (Q2173571)   |         | Nápis: „Haec est virgo…“. Při druhoválečných rekvizicích zařazen do skupiny A, (tj. jistá rekvizice).       |

### kostel Božského srdce Páně
Kostel v areálu kongregace sester Nejsvětější Svátosti.
| zvon  | obrázek | vznik     | zánik | hmotn.   | průměr  | výška | tón  | odlil                       | galerie | popis |
| ----- | ------- | --------- | ----- | -------- | ------- | ----- | ---- | --------------------------- | ------- | --- |
| zvon  |         | 1903?     | 1917? |          |         |       |      | Rudolf Perner? (Q110640221) |         | Druhoválečné rekviziční záznamy uvádějí, že kostel měl dva zvony, z nichž jeden byl rekvírován za první světové války. |
| Karel |         | 1903      | 1942? | 285 kg   | 77,5 cm |       | ais2 | Rudolf Perner (Q110640221)  |         | Při druhoválečných rekvizicích zařazen do skupiny A, (tj. jistá rekvizice). |
| zvon  |         | 1937      | 1942? | 183,5 kg | 70 cm   |       | cis2 | Rudolf Perner (Q2173571)    |         | Nápis: „Omnia ad majorem Dei gloriam 1887–1937“. Při druhoválečných rekvizicích zařazen do skupiny A, (tj. jistá rekvizice). |
| Maria | zvon    | 1500-1525 | -     |          | 66 cm   |       |      | dílna Žlutice?              |         | Zvon z první čtvrtiny 16. století s latinskými nápisy (modlitba Ave Maria gratia plena a iniciály jmen čtyř evangelistů) byl původně umístěn v kostele sv. Petra a Pavla v Prunéřově, roku 1942 rekvírován, 1946 restitučně vrácen, 6. 5. 1948 zavěšen v Českých Budějovicích, 1966 prunéřovský kostel zbořen. |

### Špitální kostel svatého Václava
Zaniklý kostel ve špitálním areálu u současné křižovatky Krajinské a Hradební.
| zvon | obrázek | vznik | zánik | hmotn. | průměr | tón | odlil                           | galerie | popis                                                                                               |
| ---- | ------- | ----- | ----- | ------ | ------ | --- | ------------------------------- | ------- | --------------------------------------------------------------------------------------------------- |
| zvon |         | 1610  | 1641  |        |        |     | Valentin Arnold                 |         | Zvon poškozen požárem 1641. Podle jiného zdroje bylo při požáru roztaveno více neupřesněných zvonů. |
| zvon |         | 1651  | 1683? |        |        |     | Šimon Urndorfer (Q109081579)    |         | Přelití zvonu poškozeného požárem 1641.                                                             |
| zvon |         | 1683  | 1724  |        |        |     | Paul Georg Haag (Q106411632)    |         | Přelití staršího zvonu (Urndorferova?).                                                             |
| zvon |         | 1724  | ?     |        |        |     | Jiří Václav Kohler (Q109080619) |         | Přelití Haagova zvonu. Od zrušení kostela roku 1786 nezvěstný.                                      |

### Kaple svatého Vojtěcha (kaple Všech svatých země české)
Návesní kaple ve Čtyřech Dvorech (Husova třída).
| zvon      | obrázek | vznik | zánik | hmotn. | průměr | tón | odlil        | galerie | popis |
| --------- | ------- | ----- | ----- | ------ | ------ | --- | ------------ | ------- | --- |
| zvon      |         | 1869  | 1923  | 30 kg  |        |     | Perner       |         | Zvon zaplatil Vojtěch Lanna. Praskl v prosinci 1932. |
| Jan-Pavel | zvon    | 1923  | 1941  | 35 kg  | 39 cm  | b2  | Perner a syn |         | Vznikl přelitím prasklého, za který obec dostala 450 Kč, k čemuž za nový připlatila 1081,10 Kč. Rekvírován 2. března 1941. Podle rekvizičních záznamů měl dosahovat hmotnosti 60 kg, průměru a výšky 45 cm, tónu As a nést nápis: „Sv Jene a Pavle orodujte za nás“. |
| zvon      |         | >1945 | -     |        |        |     |              |         | Nahradil rekvírovaný zvon. |

### Kaple Nanebevzetí Panny Marie (kaple Panny Marie Lurdské)
Návesní kaple v Mladém.
| zvon | obrázek | vznik | zánik  | hmotn. | průměr | výška | tón | odlil            | galerie | popis                                                                                   |
| ---- | ------- | ----- | ------ | ------ | ------ | ----- | --- | ---------------- | ------- | --------------------------------------------------------------------------------------- |
| zvon |         | 1873  | ~1942? | 40 kg  | 31 cm  | 23 cm |     | Perner und Söhne |         | Mladé. Při druhoválečných rekvizicích zařazen do skupiny A. Podle pocházel z roku 1883. |
| zvon |         | 1887  | ~1942? | 60 kg  | 47 cm  | 40 cm |     | Perner und Söhne |         | Mladé. Při druhoválečných rekvizicích zařazen do skupiny A. Podle pocházel z roku 1883. |

### Kaple svaté Otýlie
Hřbitovní kaple.
| zvon | obrázek | vznik | zánik | hmotn. | průměr | výška | tón | odlil                      | galerie | popis                                 |
| ---- | ------- | ----- | ----- | ------ | ------ | ----- | --- | -------------------------- | ------- | ------------------------------------- |
| zvon |         | 1902  | 1942? | 100 kg | 57 cm  | 70 cm |     | Rudolf Perner (Q110640221) |         |                                       |
| zvon |         | ?     | -     |        |        |       |     |                            |         | Zavěšen někdy po druhé světové válce. |

### Evangelický kostel
Původně německý evangelický kostel v ulici 28. října.
| zvon | obrázek | vznik | zánik | hmotn. | průměr | výška | tón | odlil | galerie | popis |
| ---- | ------- | ----- | ----- | ------ | ------ | ----- | --- | ----- | ------- | --- |
| zvon |         | 1899  | ~1917 |        |        |       |     |       |         | Věnován paní Winklerovou. Údaje podle nápisu na zvonu z roku 1928. |
| zvon |         | 1928  | -(?)  | 75 kg  | 75 cm  | 75 cm |     |       |         | Nápis: „Gewidmet von Frau Winkler 1899, im Weltkrieg abgeliefert, im J. 1928 neu gegossen. Ein feste Burg ist unser Gott. Kampf- u. Friedensglocke“. Za druhoválečných rekvizic zařazen do skupiny A, následně vyškrtnut. |

### Piaristická kolej (biskupství)
| zvon                 | obrázek | vznik | zánik | hmotn.           | průměr | výška | tón | odlil                     | galerie | popis |
| -------------------- | ------- | ----- | ----- | ---------------- | ------ | ----- | --- | ------------------------- | ------- | --- |
| sv. Josef Kalasánský |         | 1768  | ?     | 5 c 40 l ~328 kg |        |       |     | Antonín Pogl (Q110489382) |         | Vyroben z městem darovaných moždířů. 14. srpna 1768 vysvěcen zlatokorunským opatem Bohumírem Bylanským. Latinský nápis. |
| Pomoc Panny Marie    |         | 1768  | ?     | 3 c 30 l ~200 kg |        |       |     | Antonín Pogl (Q110489382) |         | Vyroben z městem darovaných moždířů. 14. srpna 1768 vysvěcen zlatokorunským opatem Bohumírem Bylanským. Latinský nápis. |
| sv. Jan Nepomucký    |         | 1768  | ?     | 1 c 90 l ~108 kg |        |       |     | Antonín Pogl (Q110489382) |         | Vyroben z městem darovaných moždířů. 14. srpna 1768 vysvěcen zlatokorunským opatem Bohumírem Bylanským. Latinský nápis. |

### Školní zvony
| zvon                                  | obrázek | vznik | zánik | hmotn.            | průměr  | výška  | tón | odlil                      | galerie | popis |
| ------------------------------------- | ------- | ----- | ----- | ----------------- | ------- | ------ | --- | -------------------------- | ------- | --- |
| seminářský budíček a oznamovatel      |         | 1935  | -(?)  | 6 kg              | 21 cm   | 17 cm  |     | Rudolf Perner (Q2173571)   |         | Někdejší biskupské gymnázium při kostele sv. Václava. Zavěšen na chodbě. Při druhoválečných rekvizicích zařazen do skupiny A, následně vyškrtnut. |
| Gymnázium Česká                       |         | 1899  | -     |                   |         |        |     | Rudolf Perner (Q110640221) |         | Opraven a opětovně rozezněn 22. června 2017. |
| ústav hluchoněmých #1                 |         | ?     | -     | 0,5 kg            | 14 cm   | 14 cm  |     |                            |         | Signální zvon. Při druhoválečných rekvizicích zařazen do skupiny A, následně vyškrtnut. |
| ústav hluchoněmých #2                 |         | ?     | -     | 0,5 kg            | 10 cm   | 11 cm  |     |                            |         | Signální zvon. Při druhoválečných rekvizicích zařazen do skupiny A, následně vyškrtnut. |
| internát německého učitelského ústavu |         | 1896  | 1942? | 23 kg             | 36 cm   | 30 cm  |     | Rudolf Perner (Q110640221) |         | Caludiova (dnes Jeronýmova) 10. Pro školní zvonění. Při druhoválečných rekvizicích zařazen do skupiny A, (tj. jistá rekvizice). |
| reálné gymnasium                      |         | ?     | -     | 2 kg              | 10,5 cm | 9,5 cm |     |                            |         | Claudiova 16. Signální zvon. Za druhoválečných rekvizic zařazen do skupiny A, následně vyškrtnut. |
| piaristický zvon                      |         | 1762  | ?     |                   |         |        |     |                            |         | 20. ledna 1762 umístili piaristé na věžičku Schatzelova domu nově pořízený školní zvonek. Později přesunut na zámek v Doubravici. |
| sv. Roch                              |         | 1768  | ?     | 1 c 13,5 l ~68 kg |         |        |     | Antonín Pogl? (Q110489382) |         | 5. října 1768 vysvěcen zlatokorunským opatem Bohumírem Bylanským. Původně určen pro zvoničku na střeše zámku v Doubravici. Jelikož piaristy přenesený původní školní zvon s trojicí nových neladil, směnili ho s městem a v Doubravici skončil starší zvon z roku 1762. |

### Městské, obecní a požární zvony
| zvon                   | obrázek | vznik | zánik  | hmotn.           | průměr | výška | tón          | odlil                      | galerie | popis |
| ---------------------- | ------- | ----- | ------ | ---------------- | ------ | ----- | ------------ | -------------------------- | ------- | --- |
| na Pražské bráně       |         | 1558  | ?      |                  |        |       |              |                            |         | [ 27 ] |
| na pranýři             |         |       | ?      |                  |        |       |              |                            |         | Zmiňován v souvislosti s požárem 24. července 1641. |
| zvonec z popraviště    |         |       | ?      |                  | 37 cm  |       |              |                            |         | Podle Zeithammera byl k roku 1904 uložen v městskému muzeu. |
| zvonkohra na radnici   |         | 1995  | –      | 8–60 kg Σ 376 kg |        |       | a–e² -{b, c} | Rudolf Perner (Q106418875) |         | V lucerně hodinové věže radnice, obsahuje 18 zvonů. Instalována 6. října 1995 k příležitosti výročí 730 let města.                                                             |
| požární zvon radniční  |         |       |        |                  |        |       |              |                            |         | Požární zvon na radnici byl použit při požáru Suchého Vrbného v roce 1844. |
| v Českém Vrbném        |         | 1828  | ?      |                  | 34 cm  | 26 cm | a            |                            |         | Zvon v obecní kovárně používaný k odbíjení denních časů. Prvoválečné rekvizice přestál, neboť byl jediným zvonem v místě. Při druhoválečných rekvizicích zařazen do skupiny A. |
| v Haklových Dvorech #1 |         | ?     | ~1942? | 38 kg            |        |       |              |                            |         | Zvonička v boční zdi. Za druhoválečných rekvizic zařazen do skupiny A. |
| v Haklových Dvorech #2 |         | ?     | ~1942? | 45 kg            |        |       |              |                            |         | Zvonička ve štítové zdi. Za druhoválečných rekvizic zařazen do skupiny A. Pravděpodobně zvonice bývalé kovárny (dnes dům č. 2013).                                             |
| v Nemanicích #1        |         | 1848  | ~1942? |                  | 32 cm  | 26 cm |              |                            |         | Návesní zvonička (dřevěná věžička). Při druhoválečných rekvizicích zařazen do skupiny A.                                                                                       |
| v Nemanicích #2        | Zvonice | ?     | -      |                  |        |       |              |                            |         | Ve zvoničce v ulici K Rybníku. |

### Ostatní
| zvon                           | obrázek                 | vznik | zánik  | hmotn.  | průměr  | výška | tón | odlil                               | galerie | popis |
| ------------------------------ | ----------------------- | ----- | ------ | ------- | ------- | ----- | --- | ----------------------------------- | ------- | --- |
| cymbál v Tabáčce (velký)       |                         | ≥1894 |        |         |         |       |     |                                     |         | V lucerně na vrcholu věže Tabáčky. Datum odpovídá vzniku věžních hodin. |
| cymbál v Tabáčce (malý)        |                         | ≥1894 |        |         |         |       |     |                                     |         | V lucerně na vrcholu věže Tabáčky. Datum odpovídá vzniku věžních hodin. |
| hřbitovní v Mladém             |                         | 1927  | ~1942  | 83 kg   | 49 cm   | 41 cm |     | Perner und Söhne                    |         | Uváděn ve zvonici. Pravděpodobně ve hřbitovní kapli svaté Karoliny. |
| v kostele Nejsvětější Trojice  |                         | 1830  | 1942?  | 12,5 kg | 36 cm   | 32 cm |     | Perner                              |         | Při druhoválečných rekvizicích zařazen do skupiny A, (tj. jistá rekvizice).                                                                                                   |
| na Pernerově domě              | Znak na Pernerově domě  | ?     |        |         |         |       |     |                                     |         | Zvon ve vrcholové nice štítu domu Kněžská 370/16, kde od roku 1776 působil rod Pernerů (po zvonaři Antonu Böglovi, či Pöglovi). Pouze plastický znak (reliéf poloviny zvonu). |
| Umíráček                       | zvon v Jihočeském muzeu |       |        |         |         |       |     |                                     |         | Ve sbírce Jihočeského muzea. Původ: Čechy. |
| v akciovém pivovaru            |                         | 1895  |        | 9,72 kg | 27,5 cm | 27 cm |     | Rudolf Perner (Q110640221)          |         | Při prvoválečných rekvizicích ušetřen jako „příliš nepatrný“, při druhoválečných rekvizicích zařazen do skupiny A, následně vyškrtnut.                                        |
| v kapli sv. Karla Boromejského |                         | <1936 | ?      | 402 kg  |         |       |     | Rudolf Perner (Q2173571)            |         | Kaple na křižovatce Lannovy a Jeronýmovy z přelomu 19. a 20 poškozena bombardováním za 2. světové války.                                                                      |
| v kapli sv. Jana Nepomuckého   |                         |       |        |         |         |       |     |                                     |         | Kaliště. V otevřené zvonici. |
| v kapli sv. Václava            |                         | 1841  | ~1942  |         | 33 cm   | 27 cm |     | Johann Adalbert Perner (Q110820845) |         | Kněžské Dvory. Majitelé Tereza Bauerová a Josef Bauer. |
| v kapli sv. Václava            |                         | 1855? | ~1942  |         |         |       |     |                                     |         | Suché Vrbné. Kaple zanikla 3. dubna 1955. |
| v třebotovické kapli           |                         |       |        |         |         |       |     |                                     |         | V otevřené zvonici. |
| ve starobinci                  |                         | 1897  | ~1942? | 150 kg  | 63 cm   | 60 cm |     | Rudolf Perner (Q110640221)          |         | Starobinec u boromejek, Lannova 20. Prvoválečné rekvizice přečkal, protože šlo o jediný zvon objektu. Za druhoválečných zařazen do skupiny A.                                 |